# Łaziska (gromada w powiecie szydłowieckim)
Łaziska (do 30 XII 1961 Chronów) – dawna gromada, czyli najmniejsza jednostka podziału terytorialnego Polskiej Rzeczypospolitej Ludowej w latach 1954–1972.
Gromady, z gromadzkimi radami narodowymi (GRN) jako organami władzy najniższego stopnia na wsi, funkcjonowały od reformy reorganizującej administrację wiejską przeprowadzonej jesienią 1954 do momentu ich zniesienia z dniem 1 stycznia 1973, tym samym wypierając organizację gminną w latach 1954–1972.
Gromadę Łaziska z siedzibą GRN w Łaziskach utworzono 31 grudnia 1961 w powiecie szydłowieckim w woj. kieleckim w związku z przeniesieniem siedziby GRN gromady Chronów z Chronowa do Łazisk i zmianą nazwy jednostki na gromada Łaziska.
W 1965 roku gromada miała 24 członków gromadzkiej rady narodowej.
Gromada przetrwała do końca 1972 roku, czyli do kolejnej reformy gminnej.